# Gran Guardia
Pour les articles homonymes, voir Gran Guardia (Argentine).
La Gran Guardia est un palais de la ville italienne de Vérone, en Vénétie. Sa façade donne sur le sud-ouest de la piazza Bra, l'une des principales places du centre-ville.

## Histoire

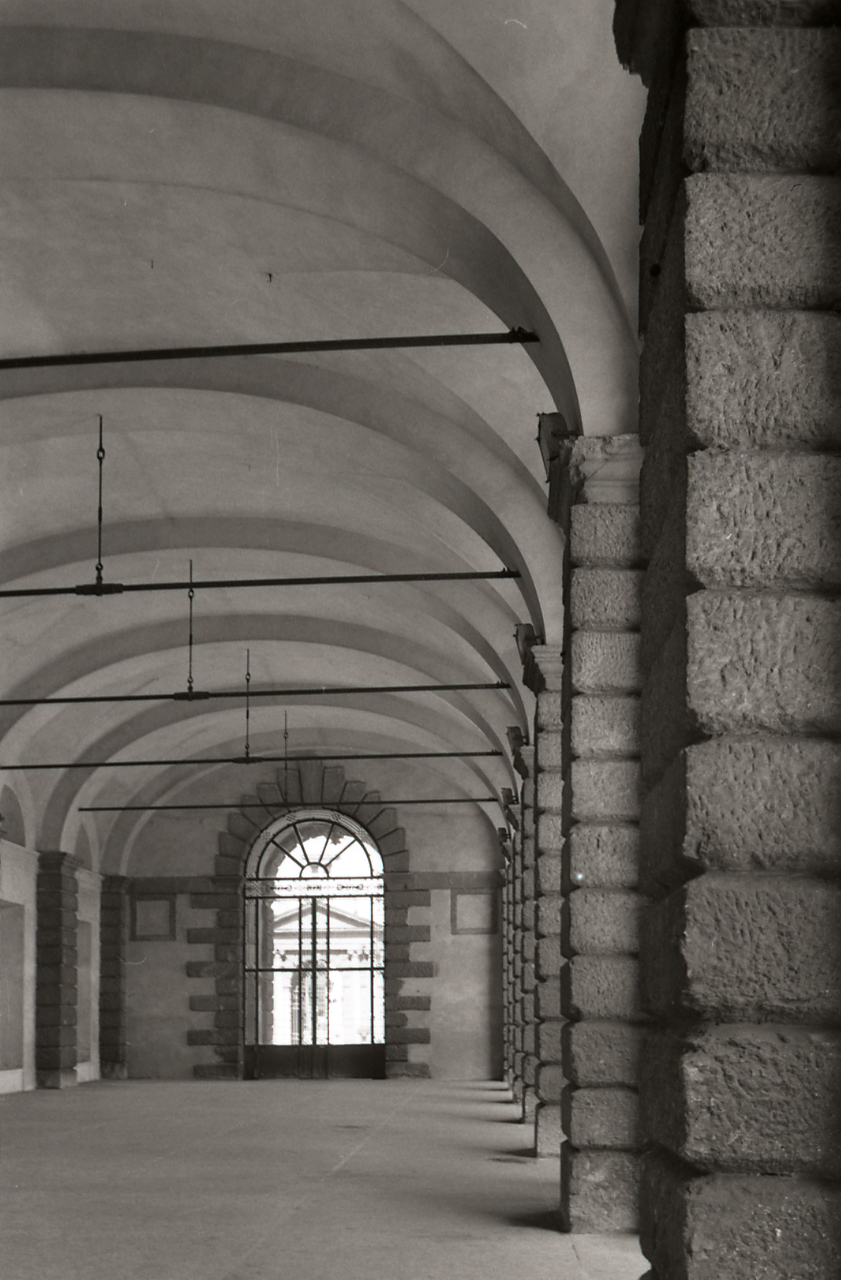
Photo prise par Paolo Monti en 1972.

Le premier acte concernant le palais est une demande formelle du capitaine de Vérone Giovanni Mocenigo au doge Leonardo Donà, signée le 26 septembre 1609 ; le document propose la construction d'un bâtiment destiné à être utilisé comme lieu de revue des troupes les jours où il n'est pas possible, en raison du temps, de le faire en plein air. En outre, il a été proposé que la structure soit placée près des murs de la Cittadella, de manière à avoir déjà un côté complet et ainsi réduire les coûts et le temps des travaux. L'autorisation de construire est accordée dès le 30 décembre et, le 13 février 1610, les premiers apports arrivent de Venise.
Les travaux se poursuivent sous le nouveau capitaine Girolamo Corner jusqu'en 1614, date à laquelle le financement vient à manquer et la construction doit être arrêtée. Le 2 mai 1639, le conseil de la commune de Vérone envoie au doge une demande de retenue de dix mille ducats sur les impôts dus à la République de Venise, afin de permettre la reprise des travaux. Cependant, la demande fut refusée et les travaux furent définitivement suspendus : ainsi le côté est du piano nobile, à partir de la neuvième fenêtre, resta inachevé.
Ce n'est qu'en 1808 que les travaux reprennent, après presque deux siècles d'inactivité : avec l'intercession du vice-roi du royaume d'Italie (1805-1814), en effet, la propriété de l'édifice passe à la municipalité de Vérone, à condition qu'il soit achevé en trois ans et devienne le siège de l'administration de la ville. La municipalité confie à l'ingénieur Giuseppe Barbieri la tâche de diriger les travaux et trouve les fonds avec lesquels financer les travaux, mais le chantier ne sera rouvert qu'en juin 1819, alors que la ville est passée sous la domination de l'Empire autrichien.
Outre l'achèvement du rez-de-chaussée et la consolidation de la façade, l'escalier monumental menant aux chambres de l'étage supérieur a également été construit pendant cette phase de travaux. Les travaux, presque achevés, ont été temporairement interrompus en 1848, en raison de la Première guerre d'indépendance italienne, lorsque le bâtiment a été occupé par les militaires des Habsbourg. Dès que les pièces ont été libérées, les travaux ont pu reprendre et ont été rapidement achevés, à tel point qu'en mai 1853, il y a eu l'inspection finale et le paiement des montants pour les travaux effectués.

## Description

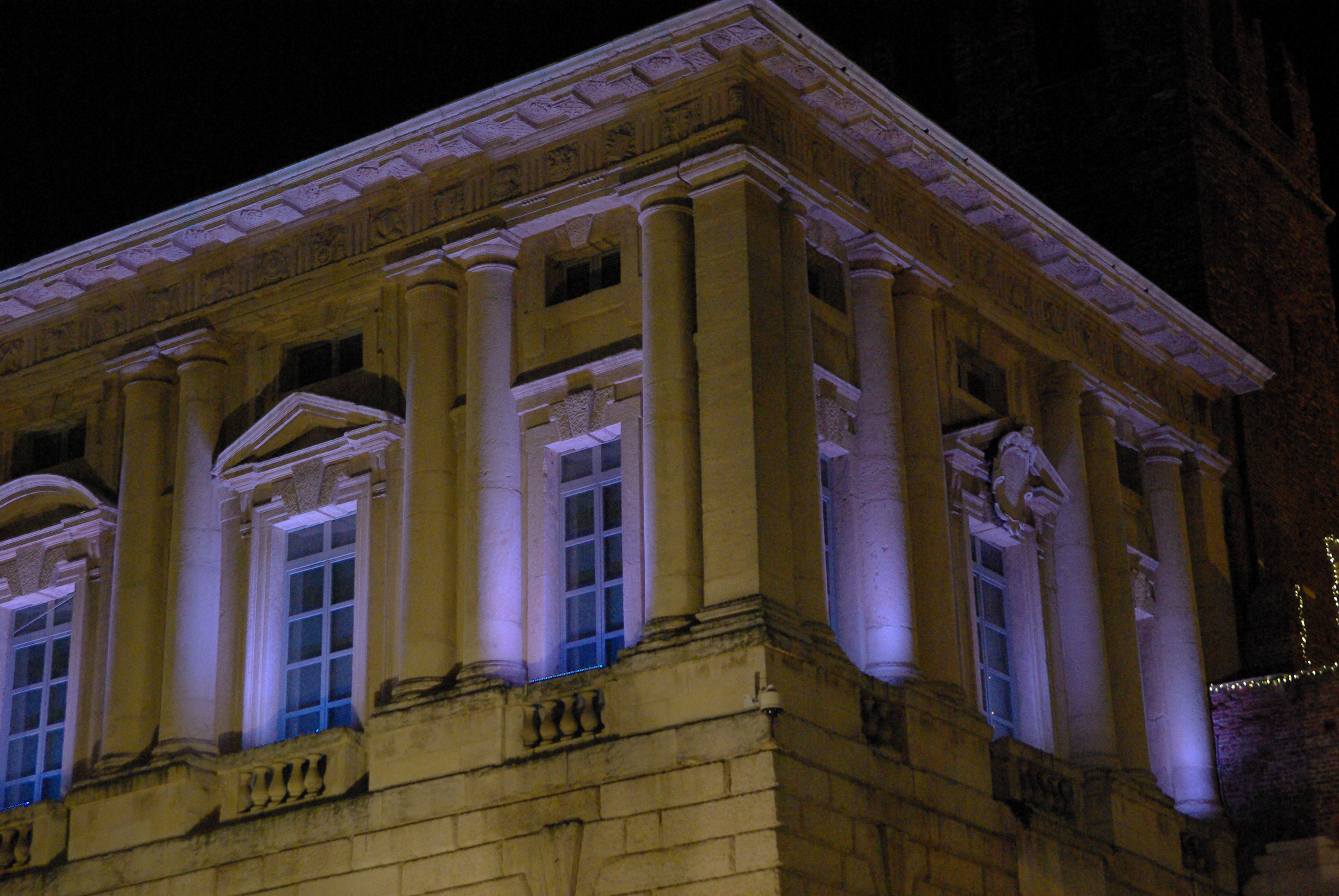
Gran Guardia: piano nobile

L'œuvre de Domenico Curtoni, avec une autre de ses constructions située à côté de la Gran Guardia, le Teatro Filarmonico, a donné une nouvelle structure à la Bra. Lors de la conception du bâtiment, l'architecte véronais ne pouvait pas ne pas tenir compte du dialogue qui allait naître entre la Gran Guardia et la masse imposante des Arènes de Vérone, il a donc élaboré un projet qui équilibrait le poids de l'amphithéâtre romain, tout en utilisant un langage figuratif différent.
Le bâtiment développe au rez-de-chaussée une longue loggia de 86 mètres de long, composée de treize arcs soutenus par de puissants pilastres rustiques, fermée sur les côtés par deux murs pleins sur lesquels s'ouvrent de petites fenêtres. Sur le piano nobile, quinze fenêtres sont entrecoupées de colonnes jumelles : les deux fenêtres latérales sont plus petites en largeur que les autres, les huit intermédiaires sont couronnées de frontons triangulaires et courbes, tandis que les cinq centrales sont arquées et beaucoup plus grandes. L'étage principal se termine par un entablement caractérisé par une frise composée de métopes et de triglyphes. Au centre de l'élévation, au-dessus du piano nobile, un étage mansardé s'élève au-dessus des cinq grandes fenêtres, avec des fenêtres rectangulaires donnant de la lumière à la salle à double hauteur située derrière.